# Franz Schaffner
Franz Schaffner (* 3. August 1876 in Hamburg; † 1951 ebenda) war ein deutscher Marine- und Landschaftsmaler.

## Leben und Wirken
Schaffner besuchte die Hansa-Schule in Bergedorf und studierte von 1896 bis 1899 an der Düsseldorfer Akademie. Er war vorwiegend in Hamburg tätig und war zeitweilig Mitglied des Hamburger Künstlervereins. Seereisen zum Zweck der Weiterbildung führten ihn nach Schottland, Norwegen, auf das Mittelmeer und nach Brasilien.
Schaffner zählte zu den engeren Freunden des Marinemalers Geo Wolters.

## Werkauswahl
Schaffners Werke stellen Schiffsporträts, Schiffe auf hoher See sowie Wellengang dar. Er malte vor allem Öl auf Leinwand.
- Bark auf stürmischer See (um 1900 bis 1925)
- Vollschiff und Dampfer auf See (um 1902 bis 1908)
- Fischerboot im Gegenlicht (1912)
- Finkenwerder Fischkutter HF 95 und Besan-Ewer Pegasus (um 1920)
- Finkenwerder Kutter vor Helgoland

## Weblink
- Franz Schaffner bei artnet